# 설천초등학교 (경남)
설천초등학교는 대한민국 경상남도 남해군 설천면 남양리에 있는 공립 초등학교이다.

## 학교 연혁
- 1920년 10월 20일 사립양명보통학교 설립
- 1924년 6월 14일 설천공립보통학교(4년제 4학급) 개교설립인가 3월 20일
- 1928년 4월 1일 6년제 6학급 편성
- 1938년 4월 1일 설천공립심상소학교로 개칭[1]
- 1941년 4월 1일 설천공립국민학교로 개칭[2]
- 1950년 7월 3일 설천국민학교로 교명 개정
- 1981년 3월 5일 병설유치원 개원(설립인가 1월 31일)
- 1996년 3월 1일 설천초등학교로 개칭[3]
- 1999년 9월 1일 덕신분교장 편입
- 1999년 9월 1일 진목초등학교 통합
- 2011년 3월 1일 덕신분교장 통합
- 2018년 9월 1일 강성태 교장(31대) 취임
- 2020년 2월 12일 제96회 졸업식(총 6,525)

## 학교 상징
- 교화 - 금목서 : 사철 푸르름을 뽐내며 금빛 꽃향기는 만리에 다다르니 설천 건아의 이상이 온누리에 이를 것임.
- 교목 - 느티나무 : 무성한 가지자람과 튼튼한 뿌리 버팀은 우리 설천 건아의 기상과 저력을 과시함.

## 참고 자료
- 설천초등학교 - 한국교육학술정보원 학교알리미